# JMall
JMall 是一間位於台灣臺中市西屯區的美食商場，位於臺中盆地、臺中市區之最西端。為單店據點模式，為澄清醫院關係企業，於2011年9月3日以「J-Mall食尚廣場」為名開業，最初營運模式為純收租，各品牌獨立營運；2018年6月改裝開幕後，改採包底抽成制，並更換品牌識別、更名為「JMall」。
商場樓層為地上一層至地上二層，共有21個品牌進駐，業種包含主題餐廳、速食小吃、茶飲、剪髮及汽車美容。 2019年營業額目標為6億元。

## 內部商家
- 鉄鮮森 東海JMall店
- 燒肉眾精緻炭火燒肉 (台中JMall店)
- 默爾 pasta pizza(台中J Mall店)
- MAGiC TOUCH点爭鮮-J MALL店｜日式料理壽司生魚片
- 添好運 台中J-Mall店
- 漢堡王 台中J Mall店
- 麵屋武藏 台中首店
- すき家西屯澄清
- TIGERROAR 韓虎嘯- 台中JMall門市
- 石二鍋 台中東海Jmall店
- 左阜右邑人文食匯 台中JMall店
- SM鑫淼汽車專業美容(JMall店)
- 明倫蛋餅 台中Jmall店
- NENE CHICKEN台中JMall店
- 大戶屋 台中 j mall店
- Chatime日出茶太-台中JMall店
- CoCo壹番屋 台中JMall店

## 周邊
- 澄清醫院中港院區
- 家樂福量販台中西屯店

## 外部連結
- JMall商場 （页面存档备份，存于）
- JMall的Facebook專頁